# Lesra Martin
Lesra Martin, född 1963 i Brooklyn, är en amerikansk-kanadensisk advokat, talare och författare. Han är bäst känd för att 1985 ha hjälpt den före detta boxaren Rubin "The Hurricane" Carter att bli frikänd efter att han suttit i fängelse i nästan 20 år för ett trippelmord 1966 som han inte hade något med att göra. Martin växte upp med alkoholiserade föräldrar, som näst äldst i en syskonskara på åtta.